# Brothers in Arms
Brothers in Arms (en español, Hermanos de Armas) es el quinto álbum de la banda británica Dire Straits, lanzado en 1985. En los casi tres años que separan este trabajo de su anterior álbum de estudio, la banda había publicado un disco en directo y un EP con tres canciones. Asimismo, en este pequeño lapso la banda había sufrido varios cambios: la alineación final quedaría fijada en seis miembros (dos teclistas, dos guitarristas, un bajo y un batería), con una lista de músicos de estudio que apoyarían la grabación, entre los que figuraba Sting. Esta estructura se mantendría constante en los posteriores trabajos de la banda, así como en los discos de Mark Knopfler en solitario. Durante la posterior gira del grupo en 1988, Eric Clapton colaboraría como guitarra rítmica.
El sonido de Brothers In Arms es en principio más sencillo que el de su anterior trabajo, Love Over Gold, pero mucho más elaborado que en sus primeros álbumes. Esta obra supuso el lanzamiento de la banda al estatus de superestrellas del rock, alcanzando los 30 millones de copias vendidas. Fue el tercer disco más vendido en la década de los ochenta y ocupa la decimosegunda posición en el ranking de álbumes más vendidos de toda la historia.

## Historia
Brothers in Arms fue un álbum pionero en la publicación de material fonográfico en formato de Compact Disc, y uno de los primeros CD ADD, en ser grabados en analógico, masterizado y mezclado en digital su soporte digital. Asimismo, fue publicado en vinilo y en casete. Además, fue el primer álbum en vender un millón de copias en el -por entonces- recién creado formato CD. La guitarra que figura en la portada del álbum es una Resonator National Style 0, cuya primera línea fue fabricada en 1930 y posteriormente en 1941.
Entre las canciones que componen el disco una de las más destacadas es "Money for Nothing", en la que el músico británico y líder de The Police, Sting, contribuye a los coros en el tema. Además, el vídeo musical de "Money for Nothing" fue uno de los primeros en ser emitidos en la cadena de televisión MTV. El tema "Walk of Life", número 2 en las listas de éxitos británicas a comienzos de 1986, es un homenaje de Mark Knopfler al cantante estadounidense Johnny Mathis. Asimismo, las últimas cuatro canciones del álbum (en la edición de vinilo, la cara B) comparten como tema común el militarismo y, tanto en la creencia popular como a través de las declaraciones de algunos críticos, se ha afirmado que están centradas en las guerras civiles que azotaron El Salvador y Nicaragua en los años '80, y en la Guerra de Malvinas (Falklands para los británicos).
El 19 de septiembre de 2000, Brothers in Arms fue remasterizado y reeditado junto al resto del catálogo musical de Dire Straits. El 26 de julio de 2005 fue publicado en formato Super Audio CD, y apenas un mes después, el 16 de agosto de 2005, en formato DualDisc, ganando un Grammy al Mejor Álbum con Sonido Surround.

## Legado
En el año 2000, el magazine Q emplazó a Brothers in Arms en el puesto 51 de los 100 mejores álbumes británicos. En noviembre de 2006, una encuesta a nivel nacional en Australia reveló que Brothers in Arms figura en el puesto 64 de los 100 álbumes favoritos de todos los tiempos.
Las canciones que componen el disco también han sido utilizadas en numerosas ocasiones como música de fondo o banda sonora en películas y series de televisión. De forma notable, esto puede escucharse en la segunda temporada de la serie The West Wing, así como en Miami Vice, Third Watch y en el episodio final de la recientemente finalizada serie The Americans.

## Lista de canciones
Todas las canciones son compuestas por Mark Knopfler excepto donde se indica. Las duraciones de las canciones en la versión LP difieren de las del formato CD debido a las limitaciones del medio.
1. "So Far Away" – 5:12 (3:59 en LP)
2. "Money for Nothing" (Knopfler/Sting) – 8:26 (7:04 en LP)
3. "Walk of Life" – 4:12 (4:07 en LP)
4. "Your Latest Trick" – 6:33 (4:46 en LP)
5. "Why Worry" – 8:31 (5:22 en LP)
6. "Ride Across the River" – 6:58
7. "The Man's Too Strong" – 4:40
8. "One World" – 3:40
9. "Brothers in Arms" – 6:55

## Personal
- Mark Knopfler: voz principal y coros, guitarras.
- John Illsley: bajos y coros.
- Jack Sonni: guitarras y coros.
- Guy Fletcher: sintetizadores y coros.
- Alan Clark: sintetizadores, piano y órgano
- Terry Williams: batería.

### Colaboraciones
- Chris White: saxofón, pandereta y coros.
- Sting: coros en Money for Nothing.

## En la cultura popular
- Una referencia a Brothers in Arms se incluye en la canción Jenny and the Ess-Dog de Stephen Malkmus, cuyos versos dicen: "Kiss when they listen / to "Brothers in Arms" / if there's something wrong with this / they don't see the harm".

- El Álbum es mencionado en el libro Los ojos del perro siberiano, de Antonio Santa Ana.

## Listas de éxitos

### Álbum
| País           | Listas            | Listas                                                     | Listas               |
|                | Posición más alta | Semanas en lista                                           | Certificación        |
| -------------- | ----------------- | ---------------------------------------------------------- | -------------------- |
| Estados Unidos | 1                 | 97                                                         | 9 discos de platino  |
| Reino Unido    | 1                 |                                                            | 13 discos de platino |
| Canadá         | 1                 |                                                            | 10 discos de platino |
| Noruega        | 1                 | 47 Archivado el 4 de diciembre de 2007 en Wayback Machine. |                      |
| Austria        | 1                 | 82                                                         |                      |
| Suiza          | 1                 | 72                                                         |                      |

### Sencillos
| Año  | Sencillo                                    | GB | US | CH | DE | NO |
| ---- | ------------------------------------------- | -- | -- | -- | -- | -- |
| 1985 | "So Far Away                                | 20 | 3  | 6  |    | 4  |
| 1985 | "Money for Nothing"/"Love over Gold (live)" | 4  | 1  | 22 | 19 | -  |
| 1985 | "Brothers in Arms"                          | 16 | -  | -  | -  | -  |
| 1985 | "Walk of Life"                              | 2  | 7  | 24 | 15 | -  |
| 1985 | "One World"                                 | -  | 8  | -  | -  | -  |
| 1985 | "Ride Across the River"                     | -  | 21 | -  | -  | -  |
| 1986 | "Your Latest Trick"                         | 26 | -  | -  | -  | -  |

## Premios
| Año  | Ganador             | Categoría                                                                    |
| ---- | ------------------- | ---------------------------------------------------------------------------- |
| 1985 | Brothers in Arms    | Premio Grammy a la Mejor Grabación                                           |
| 1985 | "Money for Nothing" | Premio Grammy a la Mejor Interpretación de Rock por un Dúo o Grupo Con Voces |
| 2006 | Brothers in Arms    | Premio Grammy al Mejor Álbum con Sonido Surround                             |